# نویبویرن
نویبویرن (به آلمانی: Neubeuern) یک شهر در آلمان است که در بایرن واقع شده‌است.

## خصوصیات
نویبویرن ۱۵٫۳۲ کیلومترمربع مساحت دارد ۴۷۸ متر بالاتر از سطح دریا واقع شده‌است.